# Joy Batchelor
Pour les articles homonymes, voir Batchelor.
Joy Batchelor, née à Watford le 12 mai 1914 et morte à Londres le 14 mai 1991 , est une réalisatrice et productrice anglaise de films d'animation.

## Biographie
Joy Batchelor rencontre en 1936 le réalisateur hongrois de dessins animés John Halas et l'épouse. Ils fondent la Halas and Batchelor cartoons films. Ils réalisent pendant la guerre des films de propagande. Des années 1950 aux années 1970, ils réalisent ou produisent plus d'un millier de films éducatifs ou de divertissement notamment le célèbre clip sur la chanson Love Is All de Roger Glover.

## Filmographie sélective
- 1935 : Robin Hood
- 1938 : The music man, 5 minutes, portrait de Franz Liszt
- 1941 : The pocket cartoon
- 1945 : Handling ships
- 1948 : Robinson charley
- 1949 : Magic canvas, 10 minutes,
- 1953 : The owl and the pussycat, 7 minutes (sélectionné au festival de Cannes)
- 1953 : The figurehead, 9 minutes (film de marionnettes d'après un poème de Crosbie Garstin
- 1954 : La Ferme des animaux (Animal farm) d'après George Orwell
- 1956 : History of the cinema, 10 minutes (Grand prix du Festival de Milan, festival de Cannes 1957)
- 1956 : Popeye (série télévisée)
- 1957 : All lit up
- 1959 : Foo Foo, 6 minutes (1er prix à la Mostra de Venise)
- 1960 : Dam the delta
- 1960 : For better for worse
- 1960 : Snip and snap, 6 minutes (1er prix à la Mostra de Venise)
- 1960 : Insolent matador, 7 minutes
- 1961 : Hamilton at the music festival, 10 minutes
- 1963 : Automania, 10 minutes (1er prix aux festivals de Moscou, Locarno, Barcelone, Oberhausen)
- 1963: The new casper cartoon show (série télévisée)
- 1964 : l'orchestre symphonique
- 1964: Tales from Hoffnung série de 7 courts métrages d'après Gerard Hoffnung
- 1965 : Dodo, the kid from outer space (série télévisée)
- 1966 : Ruddigore, 56 minutes d'après l'opérette de Gilbert et Sullivan
- 1966 : The lone ranger (série télévisée)
- 1970 : What is a computer
- 1971 : The Jackson five (série télévisée)
- 1972 :The Osmond brothers (série TV)
- 1972 :La révolution des animaux de compagnie (George Orwell's The Revolution of Pets)
- 1973 : The Count of Monte Christo (série TV)
- 1974 : Butterfly ball clip sur la chanson love is all de Roger Glover avec des illustrations d'Alan Aldridge, 4 minutes.
- 1974 : Rio (Rio)
- 1979 : Autoban, 13 minutes
- 1981 : Dilemma (meilleur court métrage au festival de Moscou)
- 1982 : Players, 7 minutes (prix spécial du jury au festival de Montréal 1982)
- 1986 : Animaux & Cie (Animals United)
- 1989 : Le voyage extraordinaire de Samy (	A Turtle's Tale: Sammy's Adventures)
- 1990 : A memory of Moholy-nagy, 15 minutes en hommage à László Moholy-Nagy
- 1991 : Pop et le nouveau monde (SeeFood)